# USS Swordfish (SS-193)
USS Swordfish (SS-193) – amerykański okręt podwodny typu Sargo, zaliczany niekiedy do odrębnego typu Seadragon. Zwodowany 1 kwietnia 1939 roku w stoczni Mare Island Navy Yard w Kalifornii, był pierwszym amerykańskim okrętem, który po włączeniu Stanów Zjednoczonych do drugiej wojny światowej – 9 grudnia 1941 roku wykonał atak torpedowy na wrogą jednostkę. Ten pierwszy atak zakończył się niepowodzeniem, jednakże 16 grudnia 1941 roku Swordfish znów zaatakował, i tym razem zatopił japoński statek „Atsutasan Maru”. W ten sposób został pierwszą amerykańską jednostką, która skutecznie storpedowała nieprzyjacielską jednostkę morską podczas tej wojny. Uczestnicząc w wojnie podwodnej, brał udział w wojnie na Pacyfiku pomyślnie wykonując 12 patroli bojowych, podczas których zatopił 21 jednostek przeciwnika, o łącznej wyporności 113 100 ton oraz uszkadzając 8 jednostek łącznej wyporności 45 800 ton. Zaginął w styczniu 1945 roku w pobliżu Okinawy, podczas swojego 13 patrolu wojennego.

## Historia operacyjna
Po oficjalnym włączeniu „Swordfisha” do służby w marynarce amerykańskiej 22 lipca 1939 roku, aż do listopada 1941 roku okręt stacjonował na zachodnim wybrzeżu Stanów Zjednoczonych oraz w Pearl Harbor na Hawajach. W listopadzie tego roku przepłynął przez Pacyfik na Filipiny. Od grudnia 1941 roku – kiedy flota japońska zaatakowała Pearl Harbor – do marca 1942 roku, „Swordfish” przeprowadził dwa patrole bojowe. W czasie pierwszego z nich, 9 grudnia 1941 roku na Morzu Południowochińskim, „Swordfish” wykonał pierwszy w tej wojnie amerykański atak torpedowy na japoński statek towarowy za pomocą pozostających na jego wyposażeniu torped Mark XIV, załoga okrętu nie zaobserwowała jedna żadnych trafień. Podobnie nieskuteczne okazały się przeprowadzone przez jednostkę ataki 11 i 14 grudnia, co było częścią trapiących całą amerykańską marynarkę wojenną – aż do końca roku 1943 – problemów technicznych z torpedami. Pierwszy skuteczny atak torpedowy „Swordfish” wykonał dopiero 16 grudnia, kiedy trzema torpedami zatopił japoński statek „Atsutasan Maru”. „Atsutasan Maru”  o nośności 8662 ton, był pierwszą jednostką zatopiona przez amerykańskie okręty podwodne podczas II wojny światowej. W tym czasie uczestniczył też w ewakuacji VIP z Filipin, w tym prezydenta Manuela Luis Quezona z Zatoki Manilskiej do bezpiecznego miejsca pobytu. Podczas trzeciego patrolu, w pobliżu Fremantle w Australii, podjął próbę dostarczenia zaopatrzenia do obleganego Corregidoru na Filipinach, który jednak poddał się przed przybyciem „Swordfisha”. Bazując w Australii, w czasie czterech następnych rejsów po wrogich wodach, zatopił trzy nieprzyjacielskie jednostki.

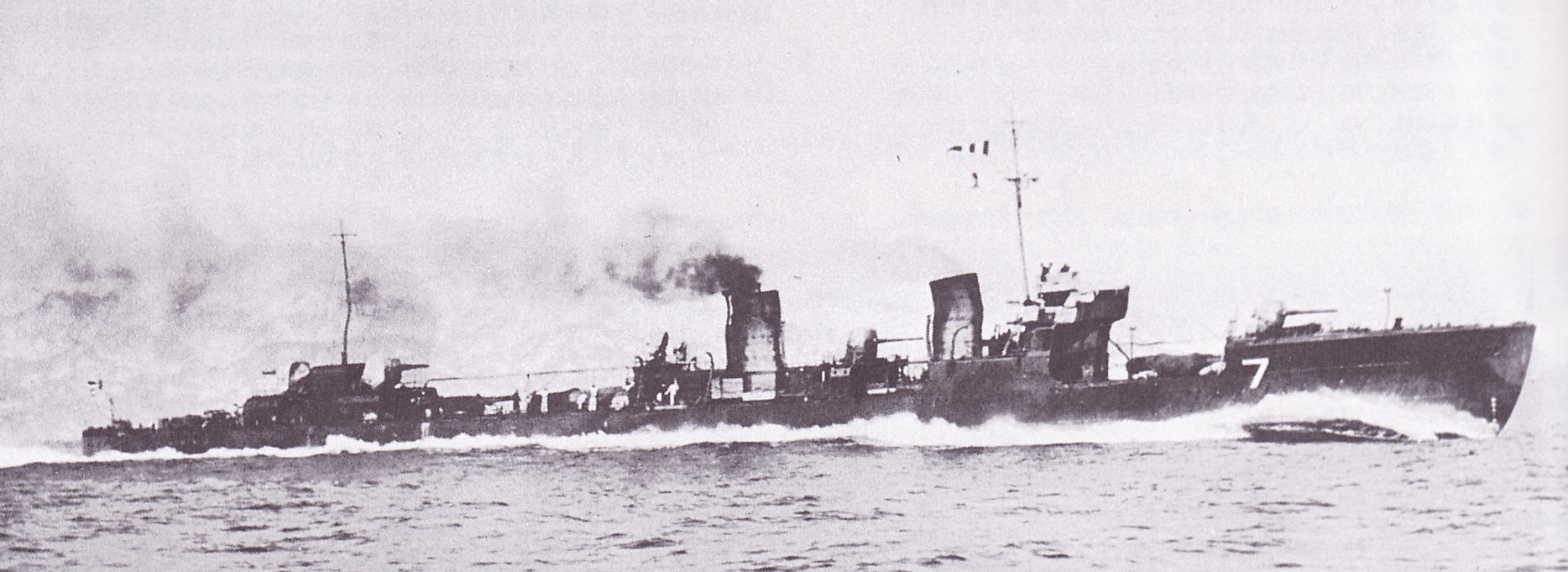
Japoński niszczyciel „Matsukaze” zatopiony przez USS „Swordfish” 9 czerwca 1944 roku.

W lutym 1943 roku okręt przybył na zachodnie wybrzeże Stanów Zjednoczonych celem przejścia remontu, po czym w lipcu tego roku rozpoczął swój ósmy patrol, podczas którego zatopił dwa japońskie frachtowce. Kolejny rejs został szybko przerwany przez problemy mechaniczne, jednak między grudniem 1943 roku a lutym roku 1944, „Swordfish” przeprowadził dziesiąty patrol, podczas którego zatopił statek pasażersko-transportowy, statek-pułapkę „Delhi Maru” oraz statek ratunkowy – ten ostatni, mimo silnego kontrataku japońskiego i pożaru pod pokładem amerykańskiej jednostki. Od marca do czerwca 1944 roku, okręt przeprowadził dwa kolejne patrole w pobliżu Pearl Harbor. Podczas drugiego z nich zatopił japoński niszczyciel „Matsukaze” oraz frachtowiec. Sześć miesięcy później, w grudniu 1944 roku, „Swordfish” opuścił Hawaje rozpoczynając swój 13 patrol bojowy, podczas którego miał wykonać rekonesans fotograficzny zdolnych do przyjęcia desantu plaż na Okinawie. 12 stycznia 1945 roku, amerykański okręt podwodny USS „Kete” (SS-369) typu Balao – także operujący w pobliżu Okinawy, odebrał echo radarowe okrętu podwodnego w rejonie, w którym mógł przebywać „Swordfish”. Cztery godziny później, sonar „Kete” zarejestrował dźwięki eksplozji podwodnych w tym samym rejonie. W związku z brakiem kontaktu z okrętem od 3 stycznia, 15 lutego 1945 roku „Swordfish” został uznany za utracony wraz z 89 osobami pod jego pokładem. Prawdopodobną przyczyną zatonięcia okrętu było ciężkie bombardowanie za pomocą bomb głębinowych bądź wejście przez „Swordfisha” na pole minowe w pobliżu Okinawy.